# Dušan Fitzel
Dušan Fitzel (Bojnice, 15 aprile 1963) è un ex calciatore e allenatore di calcio ceco, fino al 1993 cecoslovacco, nato in Slovacchia, di ruolo centrocampista e vice-allenatore di Pavel Vrba al Viktoria Plzeň.

## Carriera
Centrocampista difensivo, gioca per molti anni nel Dukla Praga sfiorando un paio di volte la vittoria del campionato nazionale e vincendo in due occasioni la coppa di Cecoslovacchia (1985 e 1990). Dopo aver giocato anche a Cipro, si ritira nel 1996 per intraprendere la carriera da allenatore. Inizia dalle giovanili dello Slavia Praga, poi guida diverse selezioni giovanili della Repubblica Ceca fino all'Under-20 ai Mondiali di categoria del 2001: porta i cechi fino ai quarti di finale del torneo. Continua a guidare le selezioni giovanili ceche fino al 2005, lanciando, tra gli altri, anche Tomáš Rosický e Petr Čech. Nel 2006 gli è affidato l'incarico di Commissario Tecnico della Nazionale di Malta: nel suo nuovo ruolo, ottiene risultati di rilievo durante le qualificazioni a Euro 2008, vincendo con l'Ungheria (2-1) e fermando la Turchia sul pari (2-2), pur concludendo il raggruppamento all'ultimo posto. Dopo aver rivestito anche il ruolo di direttore tecnico a Malta, su richiesta della federcalcio ceca, alla fine del 2009 torna nella nazionale della Repubblica Ceca come direttore tecnico di tutte le selezioni giovanili.

## Palmarès
- Coppa di Cecoslovacchia: 2

Dukla Praga: 1984-1985, 1989-1990